# Der Traum des Weidmannes
Der Traum des Weidmannes è un cortometraggio erotico fantastico muto del 1907, diretto da Johann Schwarzer e prodotto dalla casa cinematografica austriaca Saturn-Film, qualificata nella distribuzione di cortometraggi di genere erotico-pornografico.

## Trama
Uno scultore sta rifinendo gli ultimi dettagli delle tre Grazie scolpite in marmo, osservandole con orgoglio. Al termine, apre una bottiglia di champagne sorseggiandolo per festeggiare, e si accomoda sul divano per fumare una sigaretta mentre continua a compiacersi del proprio lavoro. Caduto in un sonno profondo, l'uomo sogna di ricevere le lusinghe dalle tre Grazie che hanno preso vita, ricevendo anche un bacio da una di loro. Al suo risveglio beve e brinda gioioso alla sua opera, ricadendo nuovamente in un sonno intenso.
Risvegliatosi dai postumi dell'ubriachezza, l'uomo sconsolato si rende conto d'aver vissuto solamente un sogno.